# Gauduchon-Metrik
In der Mathematik sind Gauduchon-Metriken ein Konzept der komplexen Geometrie, welches das Konzept der Calabi-Yau-Metriken von Kähler-Mannigfaltigkeiten auf hermitesche Mannigfaltigkeiten verallgemeinert.

## Definition
Ist {\displaystyle M} eine komplexe Mannigfaltigkeit und {\displaystyle n=\dim _{\mathbb {C} }M}, so heißt eine hermitesche Metrik {\displaystyle h} auf {\displaystyle M} Gauduchon-Metrik, wenn
{\displaystyle \partial {\overline {\partial }}(h^{n-1})=0}
gilt.

## Gauduchon-Vermutung
Die 2015 von Gábor Székelyhidi, Valentino Tosatti und Ben Weinkove bewiesene Gauduchon-Vermutung besagt,  dass es auf einer kompakten, komplexen Mannigfaltigkeit {\displaystyle M} zu jeder die erste Chern-Klasse {\displaystyle c_{1}(M)} repräsentierenden {\displaystyle (1,1)}-Form {\displaystyle \Psi } eine Gauduchon-Metrik gibt, deren Ricci-Form {\displaystyle \Psi } ist. Äquivalent: Zu jeder Volumenform {\displaystyle \sigma } auf {\displaystyle M} gibt es eine Gauduchon-Metrik {\displaystyle \omega } mit {\displaystyle \omega ^{n}=\sigma }.

## Hintergrund
Für Kähler-Metriken entspricht die Gauduchon-Vermutung der von Yau bewiesenen Calabi-Vermutung. Das entsprechende Problem für hermitesche Metriken ohne zusätzliche Bedingungen ließe sich leicht durch eine konform äquivalente Metrik lösen. Für {\displaystyle \dim _{\mathbb {C} }(M)>1} ist jede hermitesche Metrik konform äquivalent zu einer bis auf Skalierung eindeutigen Gauduchon-Metrik, was die Gauduchon-Vermutung motivierte.